# Sveti Kristofor
 Ovo je glavno značenje pojma Sveti Kristofor. Za najveći otok države Sveti Kristofor i Nevis pogledajte Sveti Kristofor (otok).
Sveti Kristofor (Kanaan, ? - Samos, oko 251.), svetac i mučenik ubijen za vrijeme progona cara Decija. Časti se kao jedan od Četrnaestero svetih pomoćnika. Spomendan mu je 25. srpnja.

## Životopis
Prema Zlatnoj legendi, rođen je u Kanaanu (Palestina) u 3. stoljeću te je bio čovjek divovskog rasta i snage, a tražio je najmoćnijeg čovjeka na Zemlji da mu služi. Prvi njegov gospodar, kralj, brzo je otpao jer je Reporb (ime prije krštenja) otkrio da se boji Sotone pa ga ostavi kako bi služio Đavlu. Od njega je pak otišao kad je vidio da drhti pred križem i spomenom Isusa Krista. U svojim lutanjima namjerio se na pustinjaka, koji ga je podučio kršćanstvu i obratio. On ga je nagovorio da prenosi preko rijeke stare, nemoćne i putnike.
Jedne noći probudio ga je dječak koji ga zamoli da ga prenese preko rijeke. Tada je podigao dijete na ramena i zagazio u rijeku. Sa svakim korakom koji je činio, dijete je postajalo sve teže i teže, a voda sve nemirnija pa je Reprob na pola puta pomislio da će se i on i dijete utopiti. Prema toj legendi, preko rijeke je prenio dječaka Isusa. Isus ga je tada krstio vodom iz te rijeke. Nakon toga je odlučio napustiti službu prenošenja ljudi na rijeci i posvetiti se potpuno širenju kršćanske vjere.
O njemu se malo zna, ali izvjesno je da je umro kao mučenik oko 251. na grčkom otoku Samosu. Odrubljena mu je glava jer nije htio žrtvovati poganskim bogovima. 

## Štovanje
Ubraja se među Četrnaestero svetih pomoćnika, koje vjernički puk zaziva u pomoć prigodom raznih prirodnih katastrofa i bolesti. Na Rabu se čuvaju moći Svetog Kristofora, a njemu u čast se održava i Rabska fjera od 25. do 27. srpnja svake godine.
U srednjem vijeku prikaz Kristofora mogao se naći na ulazima u mnoge crkve i na gradskim vratima jer se vjerovalo da onaj tko pogleda lik sveca taj dan neće umrijeti i da može putovati bilo gdje jer će ga Kristofor zaštiti.

## Vanjske poveznice
- Sv. Kristofor Stranica s podatcima i izvorima o sv. Kristoforu (engl.)